# Kościół św. Rocha w Balzan
Kościół św. Rocha (malt. Il-knisja ta’ Santu Rokku, ang. Church of St. Roque) – rzymskokatolicki kościół w Balzan na Malcie. 

## Położenie
Tak jak inne gminy na Malcie, tak i Balzan ma swój kościół pod wezwaniem św. Rocha. Wydaje się, że Balzan był jedną z pierwszych miejscowości, gdzie zbudowano świątynię dedykowaną temu świętemu. Znajduje się ona na Triq it-Tliet Knejjes (ulica Trzech Kościołów), w starej części miejscowości.

## Historia
We wrześniu 1593, po piętnastu miesiącach epidemii dżumy, która odeszła razem z 3 800 mieszkańcami wyspy, kult św. Rocha, patrona osób zarażonych, jeszcze bardziej wzrósł. Mieszkańcy Balzan, których liczba w roku 1592 wynosiła 300, razem z mieszkańcami innych miejscowości chcieli podziękować św. Rochowi. W przeciągu tych 15 miesięcy, kiedy epidemia męczyła wyspę, wybudowano kilka kościołów poświęconych świętemu. Wygląda na to, że kościółek w Balzan zbudowany został w roku 1593, na co wskazuje inskrypcja, umieszczona na jednym z łuków podtrzymujących sklepienie, mówiąca Hoc opus fecit 1593, co oznacza „Praca wykonana w 1593 (roku)”.  

## Architektura i otoczenie
Najwyraźniej od czasu zbudowania kościoła dokonano kilka ledwo widocznych zmian w jego architekturze, co potwierdza raport z wizytacji duszpasterskiej. 

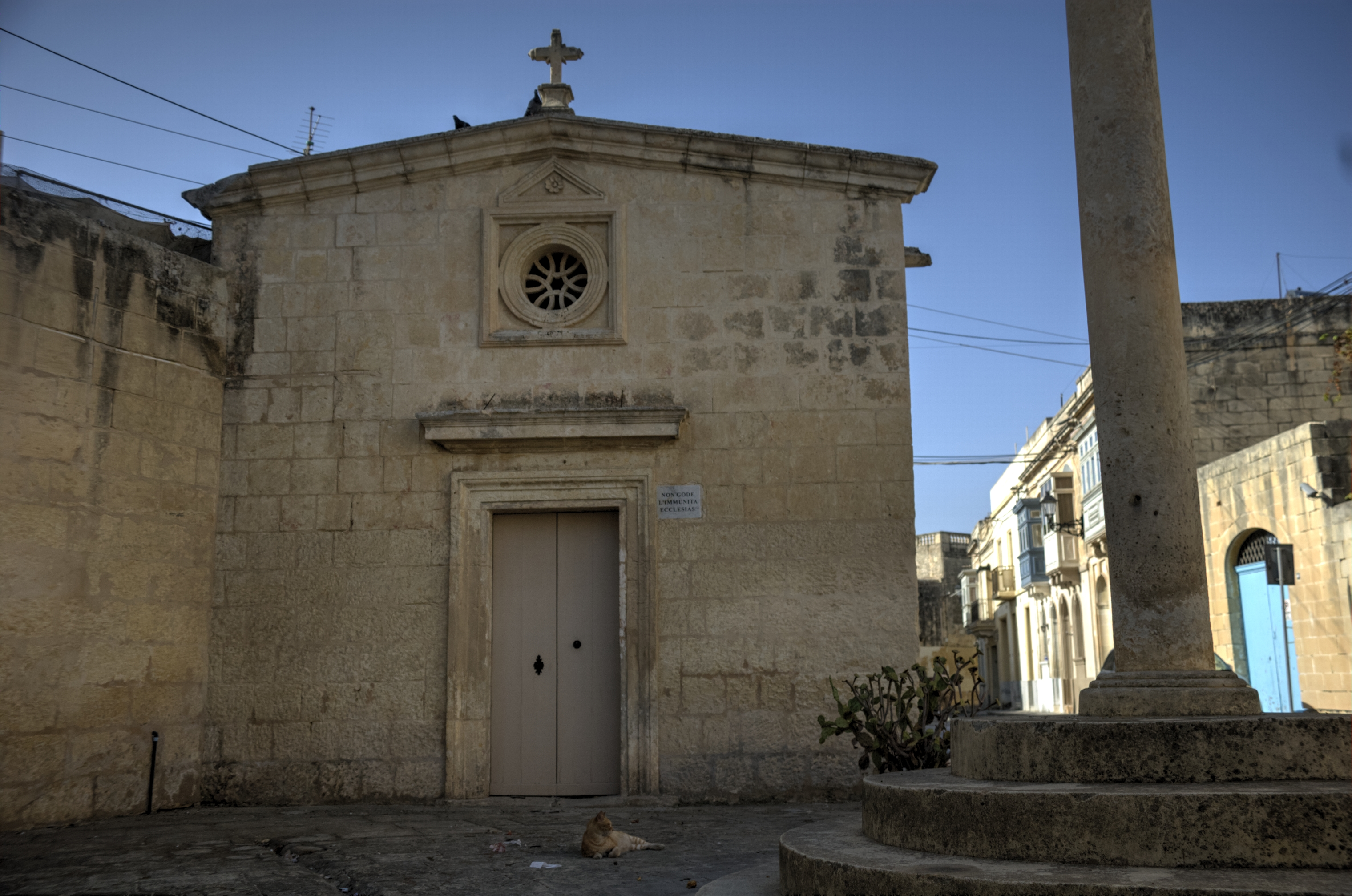
Fasada kościoła św. Rocha. Po prawej widoczna kolumna krzyża cmentarnego.

Fasada kościoła św. Rocha wciąż posiada te same ozdobne elementy. Wejście znajduje się w jej centralnej części i jest otoczone ozdobną ramą z ozdobnym zadaszenie w formie parapetu. Ponad nim umieszczona jest kwadratowa rama, w środku której wybite jest okrągłe okno, z tym samym rodzajem obramowania, z kamienną rozetą w środku. Zapewnia ono dopływ światła i powietrza do wnętrza. Pomiędzy oknem i końcem fasady znajduje się kolejna rama, w formie trójkąta, mieszcząca w sobie kamienny stylizowany kwiat. Na szczycie fasada kończy się rodzajem parapetu, na środku którego znajduje się kamienny krzyż na cokole. Na wschodniej i zachodniej ścianie bocznej znajdziemy prostokątne obramowane okno, z niewielkim parapetem oraz zadaszeniem, identycznym jak nad drzwiami. Ponad ścianami po bokach kościoła znajdują się trzy proste pluwacze, które odprowadzają z dachu wody opadowe. Apsyda, o mniejszych rozmiarach, posiada w górnej części zamurowane okrągłe okno.

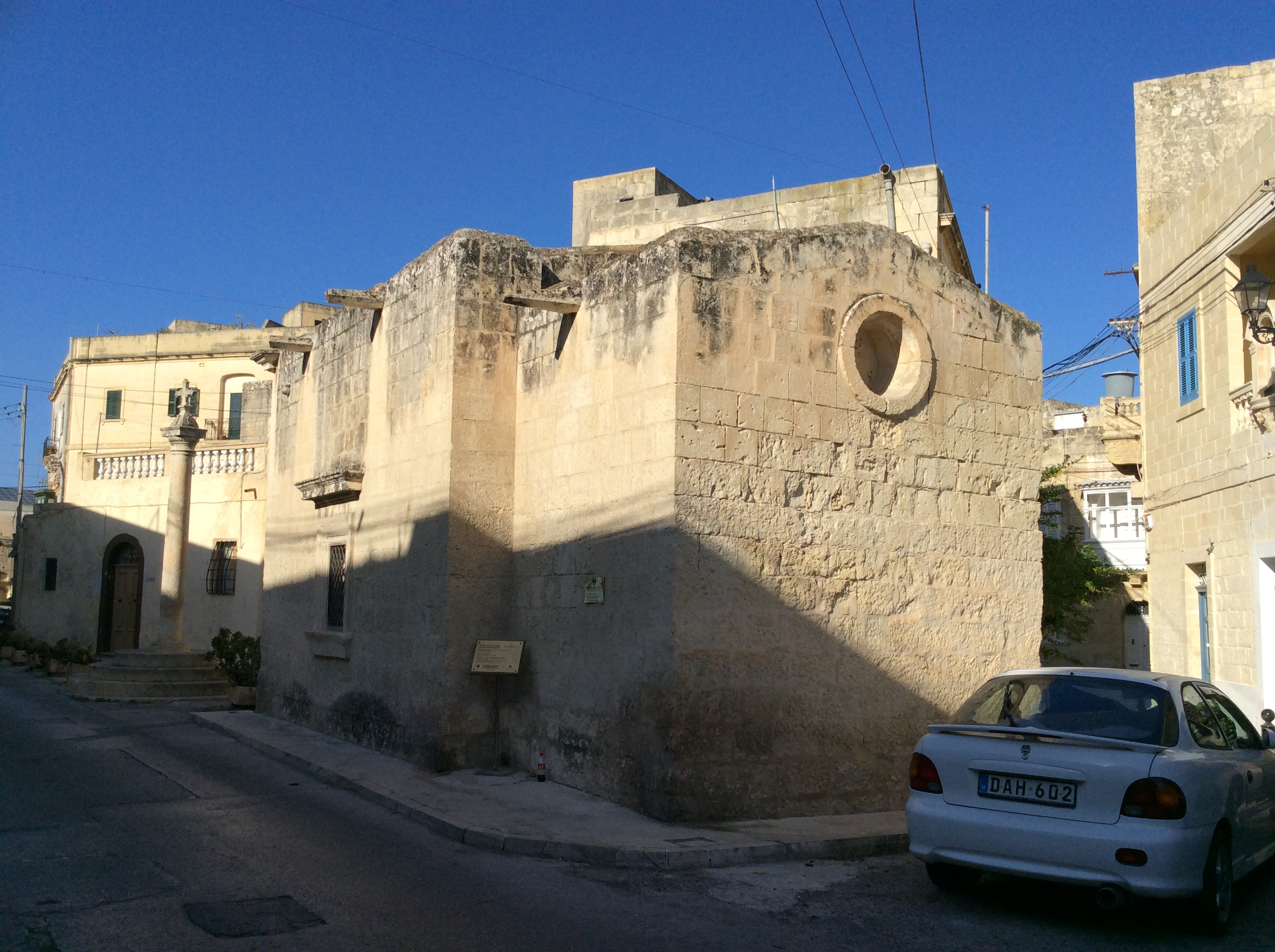
Widok kościoła od strony apsydy.

## Wnętrze kościoła
Wnętrze jest jeszcze bardziej ozdobione, niż część zewnętrzna. Wielkość, styl architektoniczny oraz dekoracja wspaniale ze sobą współgrają. Prostokątna apsyda posiada półokrągłe sklepienie, podobnie jak reszta kościoła, od którego oddzielona jest arkadą, i jednym stopniem w podłodze. Dwa okna głównej części kościoła są sporych rozmiarów, ponad nimi, po bocznych ścianach biegnie szeroki gzyms, na którym wspierają się cztery łuki, podtrzymujące półokrągłe sklepienie budowli. Podłoga wykonana jest z płytek. Zaraz po wybudowaniu kaplicy niektóre ofiary epidemii pochowano w kaplicy.

### Ołtarz
Ołtarz kościoła był od początku wykonany z kamienia. Wiemy o tym z relacji z wizyty duszpasterskiej biskupa Cagliaresa w 1615 roku. Biskup Balaguer wspomniał, że ołtarz został odgrodzony od reszty kościoła kamienną balustradą, której ślady, choć ona sama dziś już nie istnieje, nadal są widoczne.
Relacja z wizyty duszpasterskiej biskupa Cagliaresa zawiera szczegółowe informacje o ołtarzu. Znajdowały się na nim malowidła przedstawiające św. Rocha, św. Pawła Apostoła oraz św. Sebastiana. Dzis znajduje się tam obraz przedstawiający św. Rocha w ubraniu żebraczym, z psem.

## Uroczystości kościelne
W kaplicy obchodzono dwa święta: patrona kościoła św. Rocha, oraz drugie - św. Sebastiana.
Święto patronalne obchodzono z wielką powagą w dniu Wniebowzięcia, czyli 16 sierpnia. Po zakończeniu uroczystości biednym z parafii rozdawano produkty żywnościowe. Rano celebrowano mszę św. Święto św. Sebastiana obchodzono w kościele 20 stycznia. Po raz pierwszy wspomniano o tym w raporcie z wizyty biskupa Balaguera.
Dziś w kościele odprawiana jest msza św. raz do roku, zaś w Niedzielę Palmową wyrusza stąd procesja. Czasem mają tu miejsce wydarzenia kulturalne o tematyce religijnej.

## Ochrona dziedzictwa kulturowego
Budynek świątyni wpisany jest na listę National Inventory of the Cultural Property of the Maltese Islands pod nr 00169.

W wykazie NICPMI ujęty został osobno, pod nr 00170, kamienny krzyż, stojący przed kościołem na miejscu starego cmentarza.